# 구츠구츠
구츠구츠(1980년 8월 22일 ~)는 대한민국의 요리연구가, 작가다.

## 방송
- 마스터셰프 코리아 2 (2013) - Top8(7위)

## 도서
- 구츠구츠 일본 가정식(일본인 남편도 감탄하는 한국인 아내의 일본요리 100선) (2011)
- 내 아이와 함께하는 테마가 있는 주말 요리 20(3~7세 아이를 위한 구츠구츠의 마마스 쿡!) (2013)
- 싱글 식탁(1인 가구 집밥 레시피) (2014)
- 당신의 몸을 살리는 야채의 힘(야채 요리 & 레시피 35가지) (2016)

### 감수
- 나는 야채수프로 고혈압.아토피.천식을 고쳤다 (2016)